# James Wimshurst
James Wimshurst (Poplar, 13 aprile 1832 – Clapham, 3 gennaio 1903) è stato un inventore, ingegnere e armatore britannico.
Nonostante non abbia brevettato le macchine da lui inventate e le varie migliorie apportate a quelle già esistenti, i suoi miglioramenti al generatore elettrostatico fecero sì che acquistasse il nome di macchina di Wimshurst.

## Biografia
Wimshurst nacque a Poplar, Inghilterra, figlio di Henry Wimshurst. Venne educato alla Steabonheath House di Londra, quindi divenne apprendista alle fonderie del Tamigi fino al 1853, assieme a James Mare. Nel 1864 si sposò con Clare Tubb. Nel 1865, dopo che Wimshurst venne trasferito a Liverpool, lavorò al Liverpool Underwriters' Registry. Nel 1874 entrò nel Board of Trade della Camera di Commercio, in qualità di "armatore supervisore capo" ai Lloyd's. Successivamente, nel 1890, sarebbe diventato rappresentante del Board of Trade ad una conferenza internazionale a Washington.
Wimshurst dedicò grandi quantità del suo tempo libero al lavoro sperimentale. Oltre alle sue attività in campo elettrico, Wimshurst avrebbe inventato anche una caratteristica pompa a vuoto, un congegno per indicare la stabilità di una nave, e metodi per il collegamento elettrico dei fari alla terraferma. Nel 1878 iniziò a fare esperimenti con generatori elettrostatici elettrici, per la generazione di scintille per scopi scientifici e di intrattenimento. A partire dal 1880, Wimshurst si interessò alle macchine elettrostatiche del tipo a influenza. La sua casa di Clapham era dotata di un laboratorio versatile, nel quale disponeva di un'ampia varietà di attrezzi e meccanismi per l'illuminazione elettrica. Wimshurst costruì diversi dei tipi conosciuti di generatori elettrostatici, come quelli creati da W. Nicholson, F. P. Carré e W. T. B. Holtz. A questi predecessori, Wimshurst apportò molte modifiche, il cui risultato fu la macchina di Holtz-Wimshurst.
Poco tempo dopo, Wimshurst sviluppò una "macchina duplex". Il dispositivo aveva due dischi che ruotavano in direzioni opposte, con settori metallici conduttori sulle superfici di ciascuno. Rispetto ai suoi predecessori, questa macchina era meno sensibile alle condizioni atmosferiche e non richiedevano la fornitura di corrente. Questa versione della macchina venne anch'essa migliorata da altri sviluppatori (come la macchina di Pidgeon sviluppata da W. R. Pidgeon, che incrementò l'effetto di induzione elettrica e l'elettricità prodotta). Nel 1882, Wimshurst sviluppò la sua "Macchina Cilindrica". Nel 1883, i suoi miglioramenti al generatore elettrostatico portarono tale strumento ad essere diffusamente noto come Macchina di Wimshurst. Nel 1885, venne costruita in Inghilterra una delle più grandi macchine di Wimshurst (che oggi si trova al Chicago Museum of Science and Industry).
Wimshurst divenne un membro dell'Institution of Electrical Engineers nel 1889. Nel 1891, egli riferì di una macchina che generava corrente alternata ad alta tensione. Nel 1896, le sue macchine a dischi multipli (fino a 8 dischi) trovarono un nuovo impiego come generatori di raggi Roentgen per la radiografia e l'elettroterapia. Per questo contributo alla scienza medica, Wimshurst venne eletto Fellow della Royal Society (1898). Morì a Clapham, all'età di 70 anni.

## Onorificenze e titoli
- Fellow della Royal Society (1898)
- Institution of Electrical Engineers (1889)
- Physical Society of London
- Rontgen Society
- Institute of Naval Architects

## Pubblicazioni
- "A Book of Rules for the Construction of Steam Vessels", 1898.